# 一の湯
一の湯（いちのゆ）は神奈川県箱根町の塔ノ沢温泉にある、株式会社一の湯が経営する、1630年（寛永7年）創業の老舗温泉旅館である。
リゾートにおける「低価格の温泉旅館・リゾートホテル」の本格的チェーン展開に取り組み、現在は、箱根に7店舗（塔ノ沢温泉、仙石原温泉、姥子温泉）の旅館とホテルを運営する。

## 施設一覧
塔ノ沢キャトルセゾンのみ、無期限営業停止している。
| 旅館・ホテル名       | 所在地                   |
| -------------------- | ------------------------ |
| 塔ノ沢一の湯本館     | 神奈川県箱根町塔ノ沢温泉 |
| 塔ノ沢キャトルセゾン | 神奈川県箱根町塔ノ沢温泉 |
| ススキの原一の湯     | 神奈川県箱根町仙石原温泉 |
| 姥子温泉芦ノ湖一の湯 | 神奈川県箱根町姥子温泉   |
| 仙石高原大箱根一の湯 | 神奈川県箱根町仙石原温泉 |
| 塔ノ沢一の湯新館     | 神奈川県箱根町塔ノ沢温泉 |
| 仙石原品の木一の湯   | 神奈川県箱根町仙石原温泉 |
| 箱根路開雲           | 神奈川県箱根町湯本温泉   |